# Slimane Moula
Slimane Moula (en berbère standard algérien : ⵙⵍⵉⵎⴰⵏ ⵎⵓⵍⴰ ; en arabe : سليمان مولا), né le 25 février 1999 à Draâ Ben Khedda, est un athlète algérien spécialiste du 800 mètres, champion d'Afrique en 2022.

## Biographie
En 2019, sur 4 × 400 m, il est médaillé d'argent lors des championnats panarabes et médaillé de bronze lors des Jeux mondiaux militaires.

### Champion d'Afrique (2022)
Il descend pour la première fois sous les 1 min 45 s en 2022 en réalisant 1 min 44 s 72 le 15 mai à Montgeron, puis à 1 min 44 s 19 le 31 mai 2022 à Ostrava. 
Début juin 2022, il remporte la médaille d'or du 800 m lors des championnats d'Afrique à Saint-Pierre (Maurice), dans le temps de 1 min 45 s 69 en devançant le Kényan Nicholas Kiplagat et le Botswanais Tshepiso Masalela. Le 30 juin, il remporte son premier succès en Ligue de diamant en s'imposant lors du 800 m du meeting du Bauhaus-Galan de Stockholm en 1 min 44 s 60, et en réalisant à cette occasion les minima qualificatifs pour les championnats du monde. Trois jours après son succès en Suède, Slimane Moula remporte la médaille d'or du relais 4 × 400 m aux Jeux méditerranéens d'Oran. 
Lors des championnats du monde, fin juillet en Oregon, Slimane Moula réalise le meilleur temps des demi-finales en 1 min 44 s 89, et se classe finalement 5e de la finale. 

### Saison 2023
Le 5 mai 2023, Slimane Moula remporte le 800 m du Meeting de Doha, en 1 min 46 s 06. Le 9 juin, il se classe troisième du Meeting de Paris en portant son record personnel à 1 min 43 s 38.
Début juillet, il participe aux Jeux panarabes, à domicile à Oran. Il y décroche les médailles d'or du 800 m et du relais 4 × 400 m. Le 21 juillet, il se classe deuxième du Meeting Herculis de Monaco derrière le Kényan Wyclife Kinyamal en approchant de 2/100e de seconde son record personnel (1 min 43 s 40). Aux championnats du monde 2023 à Budapest, l'Algérien réalise 1 min 43 s 93 lors des séries mais se classe finalement cinquième de la finale comme à Eugene un an auparavant.
Il est nommé meilleur athlète algérien de l'année 2023

## Palmarès
| Date | Compétition              | Lieu         | Résultat | Épreuve   | Temps         |
| ---- | ------------------------ | ------------ | -------- | --------- | ------------- |
| 2019 | Championnats panarabes   | Le Caire     | 2e       | 4 x 400 m | 3 min 7 s 85  |
| 2019 | Jeux mondiaux militaires | Wuhan        | 3e       | 4 x 400 m | 3 min 6 s 67  |
| 2022 | Championnats d'Afrique   | Saint-Pierre | 1er      | 800 m     | 1 min 45 s 69 |
| 2022 | Jeux méditerranéens      | Oran         | 1er      | 4 x 400 m | 3 min 04 s 41 |
| 2022 | Championnats du monde    | Eugene       | 5e       | 800 m     | 1 min 44 s 85 |
| 2023 | Jeux panarabes           | Oran         | 1er      | 800 m     | 1 min 46 s 87 |
| 2023 | Jeux panarabes           | Oran         | 1er      | 4 x 400 m | 3 min 02 s 84 |
| 2023 | Championnats du monde    | Budapest     | 5e       | 800 m     | 1 min 44 s 95 |

## Records
| Épreuve | Temps         | Lieu      | Date         |
| ------- | ------------- | --------- | ------------ |
| 400 m   | 45 s 96       | Jesolo    | 10 juin 2018 |
| 800 m   | 1 min 42 s 77 | Stockholm | 15 juin 2025 |